# Cesàrolite
La cesàrolite è un minerale.